# Festival international du film de femmes de Salé 2013
La septième édition du FIFFS, qui s'est tenue du 23 au 28 septembre 2013, a notamment :
- mis à l'honneur le cinéma chilien;
- rendu hommage à Farida Bourquia (réalisatrice marocaine), Athar El Hakim (actrice égyptienne)

## Jury
- Valeria Sarmiento ( Chili), présidente.
- Sanaa Akroud ( Maroc).
- Annett Culp ( Allemagne).
- Apolline Traoré ( Burkina Faso).
- Anna Mouglalis ( France).
- Dalia El Behery (en) ( Égypte).
- Marzena Moskal ( Pologne).

## Palmarès
| Prix                               | Attribué à                                                              | Pays            |
| ---------------------------------- | ----------------------------------------------------------------------- | --------------- |
| Grand Prix                         | Wadjda de Haifaa al-Mansour                                             | Arabie saoudite |
| Prix du Jury                       | Eat Sleep Die de Gabriela Pichler                                       | Suède           |
| Prix du scénario                   | Eka et Natia, Chronique d'une jeunesse géorgienne de Nana Ekvtimishvili | Géorgie         |
| Prix de l’interprétation Féminine  | Rayna Campbell, dans Layla Fourie                                       | Afrique du Sud  |
| Prix de l’Interprétation Masculine | Chen Kun, dans Bends (en)                                               | Hong Kong       |